# Dynaktin

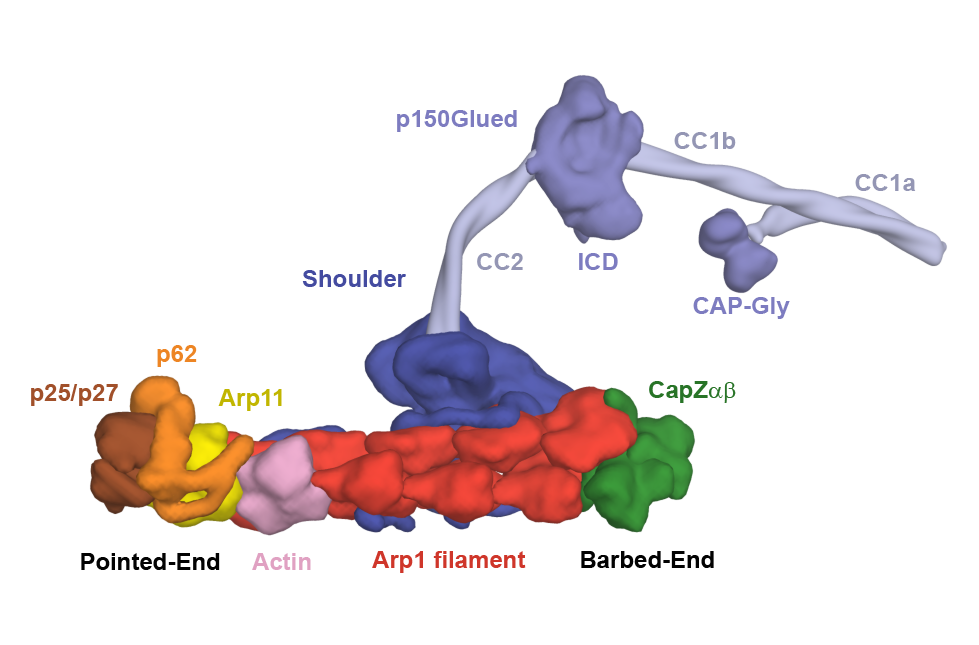
molekulová stavba

Dynaktin je proteinový komplex složený u lidí z 24 bílkovinných podjednotek, který umožňuje vazbu různých struktur v eukaryotické buňce na mikrotubuly, resp. na příslušné molekulární motory. Jednou z jeho hlavních proteinových složek je Arp protein Arp1 (přítomný v osmi kopiích v každém komplexu), k dalším podjednotkám patří p62, Arp11, p27, p25, CapZ a dokonce jeden monomer běžného aktinu, v oblasti raménka to jsou proteiny p150Glued, dynamitin (p50) a p24. V úzkém slova smyslu má dynaktin asi 117–160 kDa (v závislosti na izoformě), ale je součástí ještě desetkrát většího tzv. dynaktinového komplexu, který obsahuje všechny výše zmíněné podjednotky.

## Funkce
Název „dynaktin“ je odvozen z fráze dynein-activating protein. Dynein je molekulární motor schopný přenášet buněčný náklad z místa na místo podél mikrotubulů, přičemž pochoduje po vlákně směrem k jeho minus (−) konci. Dynaktin je adaptorový protein, který se jedním koncem váže na dynein a druhým na nějakou buněčnou strukturu, kterou je třeba přepravit směrem do středu buňky (kde jsou – konce mikrotubulů nejčastěji). Může to být cokoliv, od Golgiho aparátu přes mitochondrie a tukové kapénky, až po centrozomy a mitotická vřeténka nebo jádro. V mnohých případech se dynaktin váže na spektrinový plášť na membráně svého nákladu. Navíc se dynaktin slabě váže i na mikrotubulus a zvyšuje tak efektivitu a procesivitu dyneinů (tzn. dynein lépe drží na vlákně). Mimo to interaguje s mikrotubuly i v nepřítomnosti dyneinu a zřejmě tedy má i další funkce.